# Thorsten Hukriede
Thorsten Hukriede (* 6. Juli 1976) ist ein deutscher Badmintonspieler. 

## Karriere
Thorsten Hukriede gewann nach mehreren Nachwuchstiteln 2004 die deutsche Mannschaftsmeisterschaft mit dem FC Langenfeld. 2005 gewann er mit dem Team Bronze, 2007 Silber. In den Einzeldisziplinen erkämpfte er sich 2007 Silber und 2008 Bronze.
Mittlerweile spielt er für den BV Wesel Rot-Weiss in der 2. Badminton-Bundesliga.

## Sportliche Erfolge
| Saison    | Veranstaltung                     | Disziplin    | Platz | Name |
| --------- | --------------------------------- | ------------ | ----- | --- |
| 1989/1990 | Deutsche Einzelmeisterschaft U14  | Herrendoppel | 1     | Thorsten Hukriede / Andreas Kerst (TV Jahn Rheine 1885 / Badminton Club Kleve) |
| 1990/1991 | Deutsche Einzelmeisterschaft U16  | Herrendoppel | 2     | Andreas Kerst (Klever BC) / Thorsten Hukriede (TV Jahn Rheine) |
| 1991/1992 | Deutsche Einzelmeisterschaft U16  | Mixed        | 1     | Thorsten Hukriede / Tanja Lorenz (TV Jahn Rheine 1885 / SSV Heiligenwald) |
| 1991/1992 | Deutsche Einzelmeisterschaft U16  | Herrendoppel | 1     | Thorsten Hukriede / Andreas Kerst (TV Jahn Rheine 1885 / Badminton Club Kleve) |
| 1992/1993 | Deutsche Einzelmeisterschaft U18  | Herrendoppel | 1     | Thorsten Hukriede / Andreas Kerst (TV Jahn Rheine / BC Kleve) |
| 1993/1994 | Deutsche Einzelmeisterschaft U18  | Herrendoppel | 1     | Thorsten Hukriede / Andreas Kerst (1. BV Mülheim) |
| 2003/2004 | Deutsche Mannschaftsmeisterschaft | Mannschaft   | 1     | FC Langenfeld (Mike Joppien, Aileen Rößler, Thorsten Hukriede, Kathrin Piotrowski, Stefanie Müller, Björn Joppien, Przemysław Wacha, Matthias Bilo, Andreas Wölk)                     |
| 2004/2005 | Deutsche Mannschaftsmeisterschaft | Mannschaft   | 3     | FC Langenfeld (Mike Joppien, Björn Joppien, Andreas Wölk, Przemysław Wacha, Thorsten Hukriede, Kathrin Piotrowski, Stefanie Müller)                                                   |
| 2006/2007 | Deutsche Mannschaftsmeisterschaft | Mannschaft   | 2     | FC Langenfeld (Przemysław Wacha, Björn Joppien, Mike Joppien, Thorsten Hukriede, Andreas Wölk, Nadieżda Kostiuczyk, Kamila Augustyn, Carola Bott, Fabienne Deprez, Heidemarie Deprez) |
| 2006/2007 | Deutsche Einzelmeisterschaft      | Herrendoppel | 2     | Torsten Hukriede / Mike Joppien (FC Langenfeld) |
| 2007/2008 | Deutsche Einzelmeisterschaft      | Herrendoppel | 3     | Torsten Hukriede / Mike Joppien (FC Langenfeld) |